# Phragmocamarosporium
Phragmocamarosporium is een geslacht van schimmels behorend tot de familie Massarinaceae. De typesoort is Phragmocamarosporium platani.

## Soorten
Volgens Index Fungorum telt het geslacht drie soorten (peildatum april 2022):
| Soortnaam                    | Auteur(s)                            | Publicatiejaar |
| ---------------------------- | ------------------------------------ | -------------- |
| Phragmocamarosporium hederae | Wijayaw., R.K. Schumach. & K.D. Hyde | 2018           |
| Phragmocamarosporium platani | Wijayaw., Yong Wang bis & K.D. Hyde  | 2018           |
| Phragmocamarosporium rosae   | Wanas., E.B.G. Jones & K.D. Hyde     | 2018           |